# 1012 Sarema
Sarema (asteroide 1012) é um asteróide da cintura principal com um diâmetro de 21,12 quilómetros, a 2,1490496 UA. Possui uma excentricidade de 0,1335353 e um período orbital de 1 426,71 dias (3,91 anos).
Sarema tem uma velocidade orbital média de 18,91232756 km/s e uma inclinação de 4,03716º.
Esse asteroide foi descoberto em 12 de janeiro de 1924 por Karl Reinmuth.